# Janolus fuscus
Janolus fuscus is een slakkensoort uit de familie van de Janolidae. De wetenschappelijke naam van de soort werd in 1924 gepubliceerd door O'Donoghue.